# Tea & Theatre
Tea & Theatre è un singolo dei The Who, pubblicato nel 2006.

## Tracce
1. Tea & Theatre (Pete Townshend)